# 알렉세이 아카티예프
알렉세이 니콜라예비치 아카티예프(러시아어: Алексе́й Никола́евич Ака́тьев, 1974년 8월 7일 ~ )는 러시아의 은퇴한 수영 선수이다. 주 종목은 자유형과 오픈 워터 스위밍으로 1996년 하계 올림픽에 참가했다.